# Gue du Shetland
Pour les articles homonymes, voir Gué (homonymie).

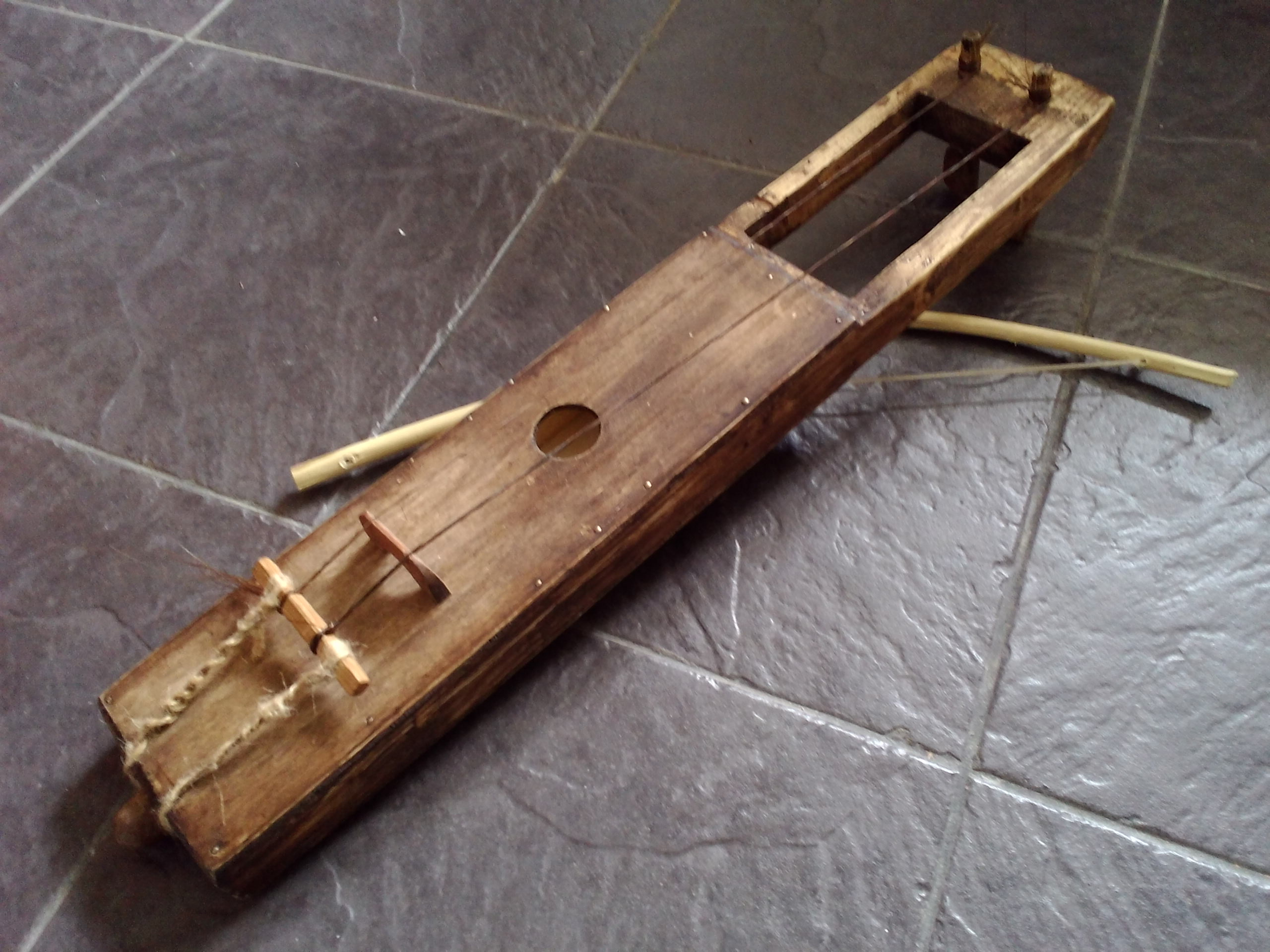
Interprétation du Gue du Shetland par Charlie Bynum, donnée au Shetland Museum and Archives. 2014

Le gue est un type de lyre ou de cithare à archet à deux cordes des îles Shetland n'étant plus utilisé de nos jours. L'instrument a été décrit en 1809 par Arthur Edmondston dans View of the Ancient and Present State of the Zetland Islands :
« Avant l'apparition des violons, les musiciens jouaient sur un instrument appelé gue, qui semble avoir eu une certaine similitude avec le violon, mais n'avait que deux cordes de crin de cheval, et était joué de la même manière qu'un violoncelle. »
Les détails exacts du gue ne sont pas certains, mais il ressemblait peut-être à des lyres à archet disparues telles que la gigue norvégienne, ou le talharpa suédois et estonien (encore utilisé à ce jour) ou le jouhikko finlandais. Cependant, certains ethnomusicologues pensent que le gue ressemblait davantage à la fiðla islandaise, une cithare à archet à deux cordes. Peter Cooke note la prévalence de la cithare à archet tautirut parmi les peuples inuits dans les régions du Canada influencées par les marins des Orcades et des Shetland, comme preuve possible que la cithare à archet inuit est basée sur un modèle des Shetland.
La première personne connue à recréer le gue du Shetland pour les musiciens modernes a été le facteur d'instruments et musicien Corwen Broch de Ancient Music, qui a commencé à les fabriquer en 2007. Il admet librement, que sa tentative de reconstruction faite initialement à des fins d'archéologie musicale expérimentale était largement inspirée de la conception scandinave de la lyre à archet et les descriptions écrites survivantes des travaux d' Otto Andersson . En 2009, Corwen a été chargé de faire une reconstruction pour le Shetland Museum. En 2012, le luthier Michael J. King a demandé d'utiliser le design de Corwen dans un CD-rom de plans d'instruments. Jusqu'à présent, toutes les interprétations ultérieures de l'instrument par d'autres fabricants s'inspirent largement de la conception initiale de Corwen Broch.